# Mistrzostwa Europy U-17 w Piłce Nożnej Kobiet 2010
Mistrzostwa Europy U-17 w piłce nożnej kobiet 2010 – trzecia edycja piłkarskich Mistrzostw Europy kobiet do lat 17. Odbyły się w dniach 22-25 czerwca 2010 w szwajcarskim Nyonie. W rozgrywkach wzięły udział 4 drużyny.

## Zakwalifikowane drużyny
- Irlandia
- Hiszpania
- Niemcy
- Holandia

## Półfinały
| 22 czerwca 2010 14:30 CET | Holandia | 0:30:1 | Hiszpania · 32' Sampedro · 52' Pinel · 80+3' Lazaro | Centre sportif de Colovray, Nyon Sędzia: Morag Pirie |
|                           |          |        |                                                     |                                                      |

| 22 czerwca 2010 19:00 CET | Irlandia · Campbell 38' | 1:0 | Niemcy | Centre sportif de Colovray, Nyon Sędzia: Anastasia Pustovoitova |
|                           |                         |     |        |                                                                 |

## o 3 miejsce
| 26 czerwca 2010 16:30 CET | Holandia | 0:30:1 | Niemcy · 23' Petermann · 56' Leupolz · 70' Chojnowski | Centre sportif de Colovray, Nyon Widzów: Morag Pirie |
|                           |          |        |                                                       |                                                      |

## Finał
| 26 czerwca 2010 13:30 CET              | Hiszpania | 0:0, po dogrywce k. 4:1     | Irlandia | Centre sportif de Colovray, Nyon Widzów: Anastasia Pustovoitova |
|                                        |           |                             |          |                                                                 |
|                                        |           | Rzuty karne                 |          |                                                                 |
| Mérida · Gutiérrez · Sampedro · Catala |           | Jarrett · Gleeson · O'Brien |          |                                                                 |

## Strzelczynie
1 gol
- Amanda Sampedro
- Raquel Pinel
- Paloma Lazaro
- Megan Campbell
- Lena Petermann
- Melanie Leupolz
- Silvana Chojnowski